# Conistra canescens
Conistra canescens är en fjärilsart som beskrevs av Eugen Johann Christoph Esper. Conistra canescens ingår i släktet Conistra och familjen nattflyn. Inga underarter finns listade i Catalogue of Life.